# アラトス

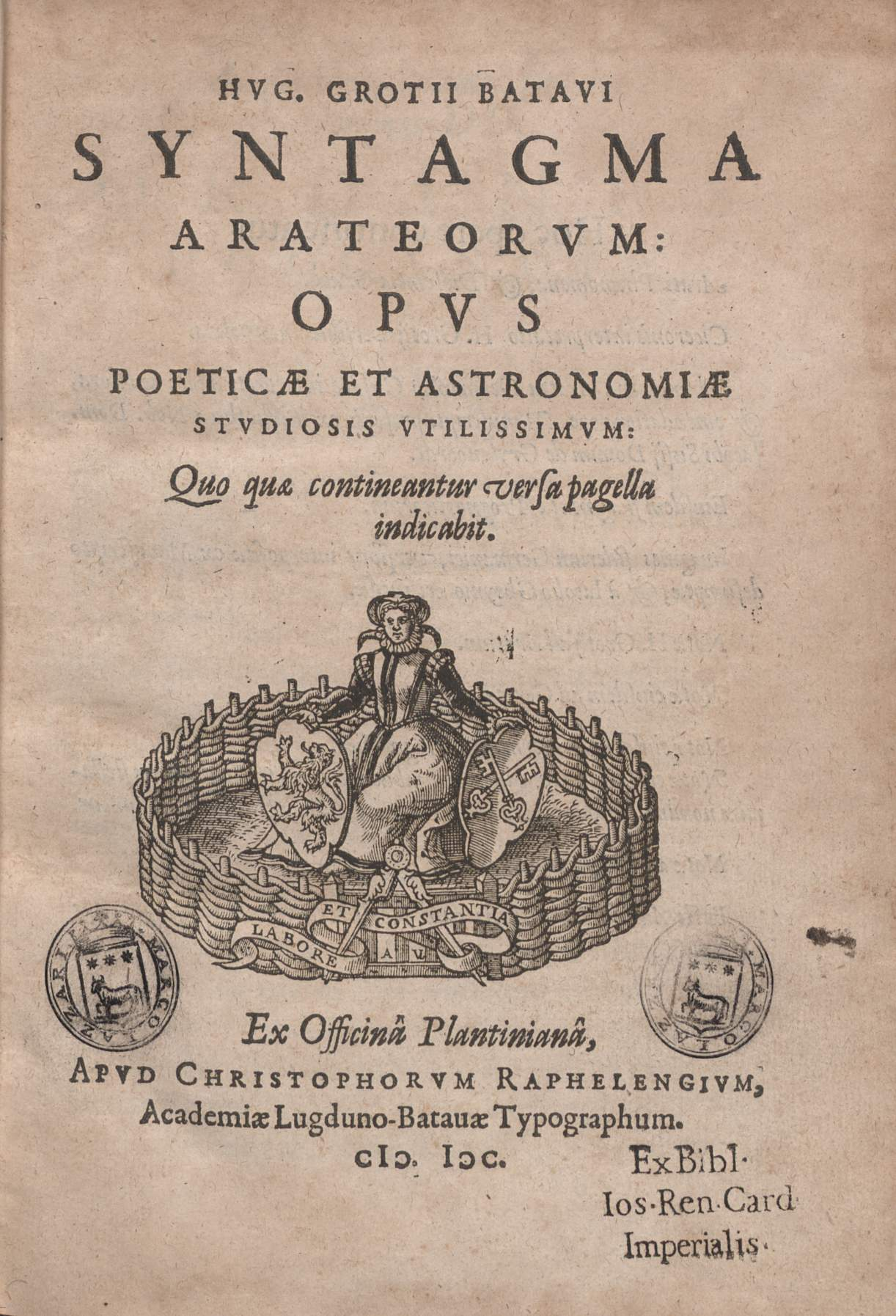
Phaenomena

ソロイのアラトス（ソロイのアラートス、古希: Ἄρᾱτος, ラテン翻字: Aratos, 羅・英: Aratus）は、紀元前3世紀に古代ギリシアのマケドニアで活躍したストア派の詩人。
小アジアにあるキリキアのソロイ出身であるため、政治家のシキュオンのアラトスと区別するためソロイ（またはソリ）のアラトスと呼ばれる。

## 『星辰譜（パイノメナ）』
代表作に教訓詩『星辰譜』(パイノメナ、ファイノメナ、Phainomena、『現象』とも）がある。彼の主要な作品で現存しているのは、これだけである。前半は星座の配置や運行を扱い、Diosemeiai(天気の予兆）という別名をもつ後半部では、実用的な天気予報その他の気象論的な話題をとりあげる。前半部はエウドクソスの、後半部はアリストテレスやテオプラストスを参照している。
現代に伝わる星座に関するギリシア神話は、ほとんどがアラトスの記述を基盤にしている。ただし、これらの神話はアラトスの創作ではない。これ以前にギリシアで作られた美術品や、断片的に残った戯曲に関する記述などから、星座に関する著名な神話は、アラトス以前から伝わっていたことが分かっている。
アラトスの生前から、この作品は傑作として認められ、古代を通じて親しまれ、ヒッパルコスやアレクサンドリアのテオンらの注釈が知られている。キケロやウェルギリウスなどによって、何度もラテン語訳された。専門的な内容をエレガントな詩文の形式で、分かりやすく紹介したことが評価され、一般的な知識人は本書やその注釈から天文学や気象学について学んだ。
『星辰譜』は、現代に通じる星座に関するまとまった記述としては最も古いもので、科学史的に重要な書物である。ヒッパルコスによる注釈は、ヒッパルコスのただ一つの現存する著作で、記されている星座の座標の値は科学史的に重要な資料である。特に、プトレマイオスの『アルマゲスト』の恒星表の由来に関する論争との関係で詳しく調べられた。中世前期のラテン語圏では、専門家にとっても、天文学に関する貴重な情報源だった。

## 日本語訳
- 『ギリシア教訓叙事詩集』伊藤照夫訳、京都大学学術出版会〈西洋古典叢書〉、2007年。ISBN 4876981701（アラトス『星辰譜』）